# 早良南郵便局
早良南郵便局（さわらみなみゆうびんきょく）は、福岡県福岡市早良区東入部にある郵便局。民営化前の分類では集配特定郵便局であった。

## 概要
住所：〒811-1199 福岡県福岡市早良区東入部6-15-7

## 沿革
- 1880年（明治13年）12月 - 東入部（ひがしいるべ）郵便局（五等）として開局[1]。
- 1885年（明治18年）10月1日 - 貯金取扱を開始。
- 1890年（明治23年）4月1日 - 入部郵便局に改称。
- 1893年（明治26年）4月16日 - 為替取扱を開始。
- 1955年（昭和30年）4月1日 - 早良郵便局に改称[2]（現在の早良郵便局とは別）。
- 1956年（昭和31年）7月1日 - 電話交換事務の取扱を早良内野郵便局に移管。
- 1966年（昭和41年）3月13日 - 早良内野郵便局から和文電報配達業務を移管。
- 1970年（昭和45年）1月23日 - 脇山郵便局から和文電報配達業務を移管。
- 1978年（昭和53年）8月1日 - 和文電報配達業務を七隈電報電話局に移管。
- 1989年（平成元年）4月1日 - 早良南郵便局に改称[3]。
- 2007年（平成19年）10月1日 - 民営化に伴い、併設された郵便事業新福岡支店早良南集配センターに一部業務を移管。
- 2012年（平成24年）10月1日 - 日本郵便株式会社発足に伴い、郵便事業新福岡支店早良南集配センターを早良南郵便局に統合。

## 取扱内容
- 郵便、印紙、ゆうパック、内容証明
- 貯金、為替、振替、振込、国債
- 生命保険、バイク自賠責保険
- ゆうちょ銀行ATM
- 福岡市早良区内の一部地域の集配業務

## 周辺
- 福岡市早良区役所入部出張所
- 福岡市消防学校
- 福岡市立入部小学校

## アクセス
- 西鉄バス 東入部停留所下車
- 福岡高速5号線 野芥出入口から南へ約3km
- 国道263号沿い
- 駐車場あり：8台